# Javni bilježnik
Javni bilježnik je nositelj javnih ovlasti dodijeljene im zakonom u okviru funkcije javnog bilježništva. 

## Javno bilježništvo u Hrvatskoj
Suvremeno bilježništvo u Hrvatskoj uvedeno je Zakonom o javnom bilježništvu od 29. srpnja 1993. Prema tom zakonu, javno bilježnička služba sastoji se u "službenom sastavljanju i izdavanju javnih isprava o pravnim poslovima, izjavama i činjenicama na kojima se utemeljuju prava, u službenom ovjeravanju privatnih isprava, u primanju na čuvanje isprava, zatim novca i predmeta od vrijednosti radi njihove predaje drugim osobama ili nadležnim tijelima te u obavljanju, po nalogu sudova ili drugih javnih tijela, postupaka određenih zakonom" i obavljanje drugih poslova predviđenih ovim zakonom.
Javnobilježnička služba sastoji se u službenom sastavljanju i izdavanju javnih isprava o pravnim poslovima, izjavama i činjenicama na kojima se utemeljuju prava, službenom ovjeravanju privatnih isprava, primanju na čuvanje isprava, novca i predmeta od vrijednosti radi predaje drugim osobama ili nadležnim tijelima te obavljanju po nalogu javnih tijela drugih postupaka određenih zakonom.
Razlikuju se tri vrste javnobilježničkih isprava, sa snagom javnih isprava (kao da su iz izdala državna tijela, imaju jaču dokaznu snagu od privatnih isprava jer se smatra se da potječe od onoga tko je na njoj označen kao izdavatelj i da je istinito ono što se u njoj potvrđuje ili određuje dok se ne dokaže protivno), a to su:
- javnobilježnički akti - koje sastavljaju sami javni bilježnici),
- javnobilježnički zapisnici, i
- javnobilježničke potvrde - potvrde o činjenicama kojima su bilježnici posvjedočili.

## Vanjske poveznice
- Hrvatska javnobilježnička komora
- Inicijativa srednjoeuropskih javnih bilježništava  Arhivirana inačica izvorne stranice od 7. svibnja 2008. (Wayback Machine)